# Kleiner Ahornboden
Kleiner Ahornboden är en slätt i Österrike.   Den ligger i förbundslandet Tyrolen, i den västra delen av landet, 400 km väster om huvudstaden Wien.
Trakten runt Kleiner Ahornboden består i huvudsak av gräsmarker. Runt Kleiner Ahornboden är det ganska tätbefolkat, med 58 invånare per kvadratkilometer.